# نظر متفکران اسلامی درباره طبیعت
نظر متفکران اسلامی دربارهٔ طبیعت کتابی از سیّد حسین نصر است که در سال ۱۳۴۲ منتشر و برندهٔ جایزه کتاب سال سلطنتی شد.